# Alois Eisele
Alois Eisele (22 de fevereiro de 1914 - 4 de dezembro de 2008) foi um oficial alemão que serviu no Deutsches Heer durante a Segunda Guerra Mundial. Foi condecorado com a Cruz de Cavaleiro da Cruz de Ferro com Folhas de Carvalho.

## Condecorações
| Cruz de Ferro (1939) 2ª Classe                                   | 1 de junho de 1940      |
| Cruz de Ferro (1939) 1ª Classe                                   | 27 de fevereiro de 1941 |
| Medalha da Muralha Ocidental                                     | 30 de abril de 1940     |
| Distintivo de Feridos (1939) em Preto                            |                         |
| Distintivo de Feridos (1939) em Prata                            |                         |
| Distintivo de Feridos (1939) em Ouro                             | 15 de dezembro de 1944  |
| Distintivo de combate fechado em Bronze                          |                         |
| Distintivo de combate fechado em Prata                           | 27 de outubro de 1943   |
| Distintivo de combate fechado em Ouro                            | 15 de dezembro de 1944  |
| Medalha da Frente Oriental                                       | 1 de setembro de 1942   |
| Distintivo da infantaria de assalto                              | 13 de outubro de 1941   |
| Cruz Germânica em Ouro                                           | 17 de julho de 1943     |
| Cruz de Cavaleiro da Cruz de Ferro                               | 15 de dezembro de 1943  |
| Cruz de Cavaleiro da Cruz de Ferro com Folhas de Carvalho nº 695 | 12 de janeiro de 1945   |